# کارل-هاینتس هوپ
کارل-هاینتس هوپ (انگلیسی: Karl-Heinz Hopp; ۲۰ نوامبر ۱۹۳۶ – ۱۱ فوریهٔ ۲۰۰۷)  قایقران روئینگ اهل آلمان بود.
وی در مسابقات کشوری و بین‌المللی در مجموع برندهٔ ۴ مدال طلا شده‌است.